# Theridion plectile
Theridion plectile là một loài nhện trong họ Theridiidae.
Loài này thuộc chi Theridion. Theridion plectile được Eugène Simon miêu tả năm 1909.